# When the Tigers Broke Free
When the Tigers Broke Free – utwór zespołu Pink Floyd autorstwa Rogera Watersa dedykowany jego ojcu Ericowi Fletcherowi Watersowi, który w 1944 zginął podczas operacji Shingle, znanej także jako bitwa pod Anzio, gdy Roger miał zaledwie pięć miesięcy.

## Kompozycja
Utwór ten początkowo nosił tytuł Anzio 1944 i został napisany w tym samym czasie co album The Wall.
Utwór ten miał znaleźć się na tym albumie, ale pozostali członkowie zespołu uważali, że to utwór za bardzo osobisty dla Watersa i nie zgodzili się.
Został nagrany na filmową wersję Pink Floyd The Wall. Singiel z tym utworem pojawił się 26 lipca 1982 roku.
W 2001 roku utwór ten znalazł się na składance „Echoes: The Best of Pink Floyd” (ta wersja jest dłuższa niż w jednym wydaniu i zawiera rozszerzony fragment intro. Na składance Echoes słychać mniej perkusji, ale chór męski pojawia się znacznie wcześniej niż w wersji singlowej).
W 2003 roku utwór ten pojawił się na reedycji płyty „The Final Cut” z 1983 roku.

## Wersja filmowa
Pierwsza część utworu jest na początku filmu, kiedy ojciec Pinka czyści i ładuje rewolwer paląc papierosa, słyszy przy tym bomby lub bombowce latające nad głową.
W drugiej części utworu Pink znajduje mundur ojca, list kondolencyjny, brzytwę i pociski. Następnie zakłada znaleziony mundur.